# Convenio de Girón
El Convenio de Girón fue un acuerdo firmado el 28 de febrero de 1829 como consecuencia de la batalla del Portete de Tarqui, en la cual se enfrentaron el ejército de la Gran Colombia, al mando del mariscal Antonio José de Sucre; y el ejército de la República Peruana, al mando del general José de La Mar, Presidente Constitucional de la República.
Los objetivos del general peruano José de La Mar era evitar la anexión de las provincias norteñas de Tumbes, Jaén y Maynas a la Gran Colombia, por medio de un bloqueo naval y desembarco posterior en el puerto de Guayaquil. 
Tras la batalla del Portete de Tarqui, el general José de La Mar firmó el Tratado de Girón el 28 de febrero pero no desocupó Guayaquil, aduciendo que consideraba vejatorio que Sucre ordenara se erigiera en el campo de batalla una columna en la que se leería en letras de oro lo siguiente:

«El ejército peruano de ocho mil soldados que invadió la tierra de sus libertadores fue vencido por cuatro mil bravos de Colombia el veinte y siete de febrero de mil ochocientos veinte y nueve».

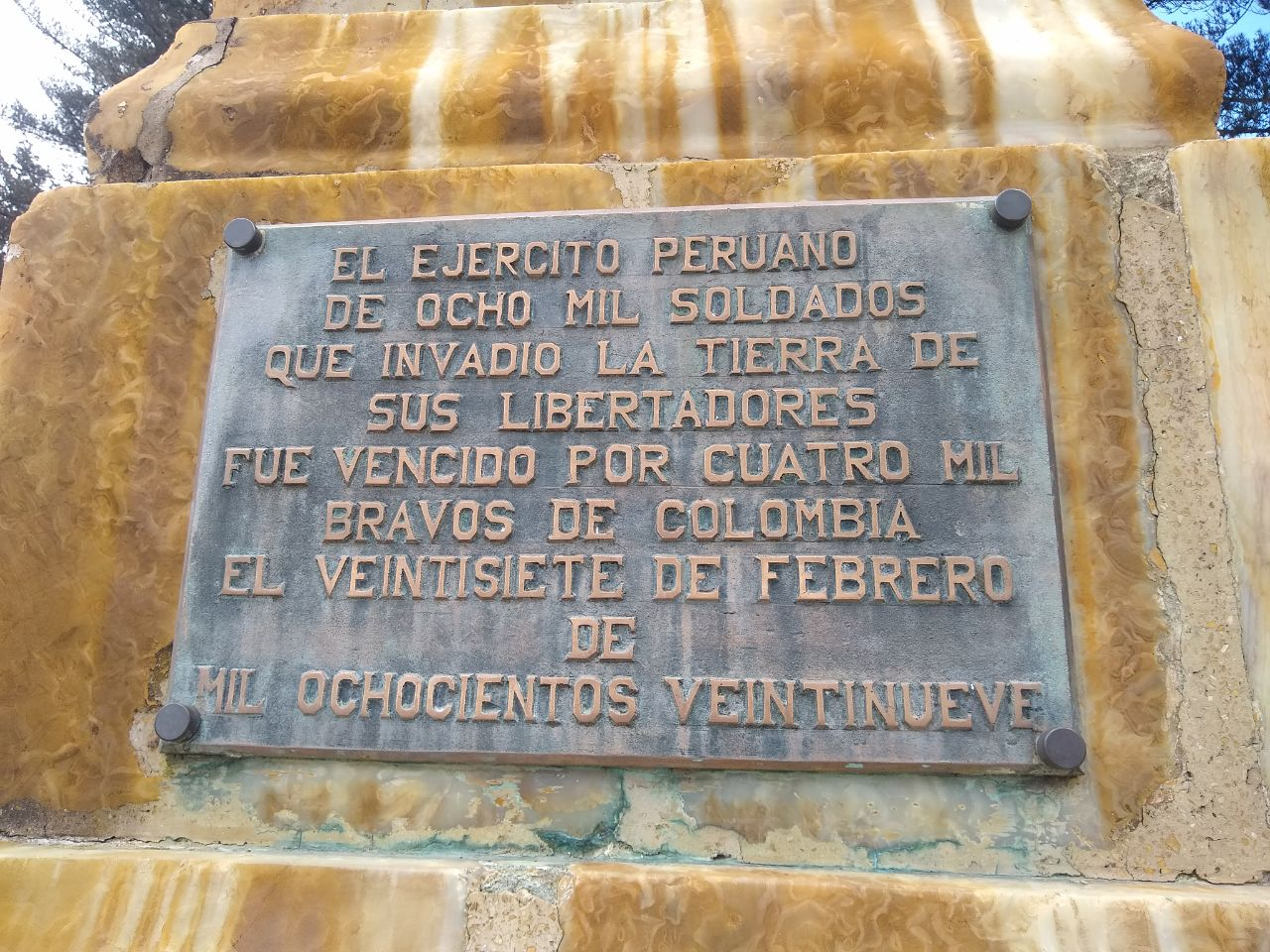
Placa en el Portete de Tarqui

La Mar protestó en carta que dirigió a Sucre desde Gonzamaná y suspendió el Convenio de Girón hasta que se retiraran las injurias, estando dispuesto a renovarlo si se corregían los yerros señalados. Aunque Bolívar con burla los calificó de «quejas de vieja», La Mar estaba dispuesto a continuar la guerra en caso de que no se hicieran los desagravios correspondientes. Además, aducía que el tratado debía ser ratificado por el Congreso para que entre en vigor.
El tratado contenía 17 artículos, destacando los siguientes puntos:

1.  El ejército peruano deberá desocupar todos los territorios del Estado de Quito.

2. La desocupación deberá realizarse el 2 de marzo de 1829 y terminar en el plazo improrrogable de 20 días.

3. En el Tratado definitivo, que deberá celebrase en Guayaquil, se resolverán todos los reclamos del Perú y Colombia.

4. Deberá desocuparse Guayaquil, levantándose el bloqueo del Norte.

5.-  Para los asuntos limítrofes, se tomará como base el principio del uti possidetis iure de 1810.

Al final, el ejército peruano se retiró de Guayaquil y la placa recordatoria se mantiene en el sector denominado «Victoria del Portete», cercano a la ciudad de Cuenca
Sin embargo, la guerra tuvo un final abrupto con el golpe de Estado por parte del general Agustín Gamarra al gobierno del presidente La Mar, quien fue desterrado a Costa Rica.
Derrocado La Mar, se allanó el camino para la celebración de la paz entre el Perú y la Gran Colombia. El general Agustín Gamarra, ya como presidente provisorio del Perú, dio las instructivas en tal sentido. Ambas partes firmaron el 10 de julio de 1829 el Armisticio de Piura, por el cual se acordó un armisticio de 60 días, así como la devolución de Guayaquil a la Gran Colombia y la suspensión del bloqueo peruano a la costa pacífica grancolombiana, entre otros acuerdos.
Posteriormente se reunieron en Guayaquil los delegados peruano y gran colombiano, señores José de Larrea y Loredo y Pedro Gual. El primer acuerdo que tomaron fue prorrogar el armisticio, que había vencido. En total llegaron a tener seis reuniones, entre el 16 y el 22 de septiembre de 1829, día en que finalmente suscribieron el tratado de paz y amistad, conocido como el Tratado Larrea-Gual o Tratado de Guayaquil.